# Hakaria simonyi
Hakaria simonyi es una especie de escincomorfos que pertenece a la familia Scincidae y al género monotípico Hakaria.

## Distribución geográfica yhábitat
Es endémica de Socotra (Yemen). Su rango altitudinal oscila entre 10 y 1463 m s. n. m..